# Родичівське сільське поселення
Родичі́вське сільське поселення (рос. Родичевское сельское поселение) — адміністративна одиниця у складі Котельницького району Кіровської області Росії. Адміністративний центр поселення — присілок Родичі.

## Історія
Станом на 2002 рік на території сучасного поселення існували такі адміністративні одиниці:
- Родичівський сільський округ (присілки Бакалово, Куршакови, Могучі, Родичі, Ромашонки, Сметани)

Поселення було утворене згідно із законом Кіровської області від 7 грудня 2004 року № 284-ЗО у рамках муніципальної реформи шляхом перетворення Родичівського сільського округу.

## Населення
Населення поселення становить 245 осіб (2017; 254 у 2016, 267 у 2015, 265 у 2014, 267 у 2013, 273 у 2012, 294 у 2010, 350 у 2002).

## Склад
До складу поселення входять 6 населених пункти:
| Населений пункт     | Населення, осіб (2002) | Населення, осіб (2010) |
| ------------------- | ---------------------- | ---------------------- |
| Бакалово, присілок  | 9                      | 6                      |
| Куршакови, присілок | 1                      | 2                      |
| Могучі, присілок    | 2                      | 0                      |
| Родичі, присілок    | 310                    | 264                    |
| Ромашонки, присілок | 28                     | 22                     |
| Сметани, присілок   | 0                      | 0                      |